# Вернер фон Щойслинген (Магдебург)
Вернер (Вецило) фон Щойслинген (на немски: Wernher (Wezilo) von Steusslingen; Wezelin, Wezelo, Werinher, Wessilo, Wezel; Wezilo Erzbischof von Magdeburg; * ок. 1010; † сл. 7 август 1078, Мелрихщат) е архиепископ на Магдебург (1063 – 1078).

## Произход и управление
Произлиза от рицарския род Щойслинген в Швабия. Той е син на Валтер фон Щойслинген и Егела/Енгела. Брат е на Свети Анно II († 1075), архиепископ на Кьолн (1056 – 1075), на Адалберо фон Щойслинген († сл. 1056), баща на Вернер, епископ на Мюнстер (1132 – 1151), и на Енгела, майка на епископ Бурхард II фон Халберщат (1059 – 1088).
Вернер (Вецило) фон Щойслинген е провост на Св. Мария в Кьолн и през 1063 г. е избран за архиепископ на Магдебург. Той е противник на Хайнрих IV и помазва за крал Рудолф фон Райнфелден.
Той е убит на 8 август 1078 г. от един селянин при Мелрихщат в Тюрингия. Закаран е в Магдебург и е погребан в основания от него манастир „Унзер Либен Фрауен“.